# Teodoro de Tabennisi
Teodoro de Tabennisi o Theodorus Tabennensis, Θεόδωρος) (Latópolis, Tebaida, 314 - (?)  fue un eclesiástico grecoegipcio, monje en el monasterio de Tabenna.  Es venerado como santo en todas las confesiones cristianas.

## Biografía
Teodoro había nacido en el seno de una familia cristiana y rica; parece que su padre murió cuando era muy joven. Tenía dos hermanos más, Nacario y Pafnucio que fueron, como él, monjes en el monasterio de Tabennisi. Teodoro se había sentido atraído por el ascetismo desde muy joven (hacia los trece o catorce años) y recibió las enseñanzas del monje Pacomio, fundador de las primeras comunidades cenobíticas. Más adelante Pacomio le confió la enseñanza de otros monjes e iba como él a visitar otros monasterios salidos de la capilla de Tabenna.
Cuando tenía treinta años, Pacomio lo nombró suplente en su ausencia en la dirección del monasterio de Tabennesi, ya que marchaba en la comunidad de Pbow; cuando Pacomio murió, dejó como sucesor al frente de Tabennisi un monje llamado Petronio, que murió poco después y fue reemplazado por Orsisis. Este, al ver que no podía mantener la disciplina, cedió su sitio a Teodoro, que fue finalmente abad de Tabennisi.
Mantuvo correspondencia con Atanasio. Murió el 27 de abril de 367. Es venerado como santo por todas las confesiones cristianas. Su memoria es honorada el 27 de abril en occidente y el 16 de mayo, el día siguiente de la fiesta de su maestro Pacomio, en las iglesias ortodoxas.
- Datos: Q770191